# 螺紋

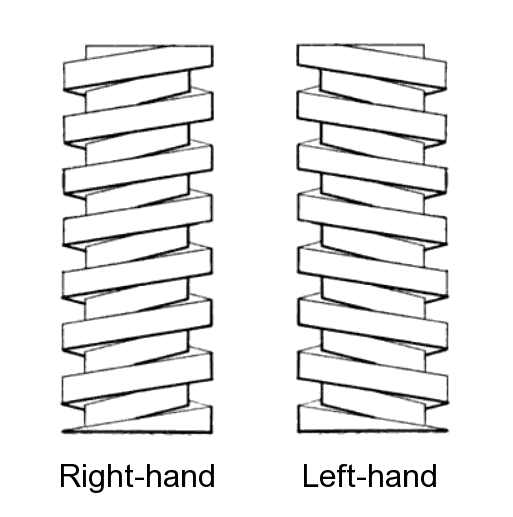
右旋（左）和左旋螺纹

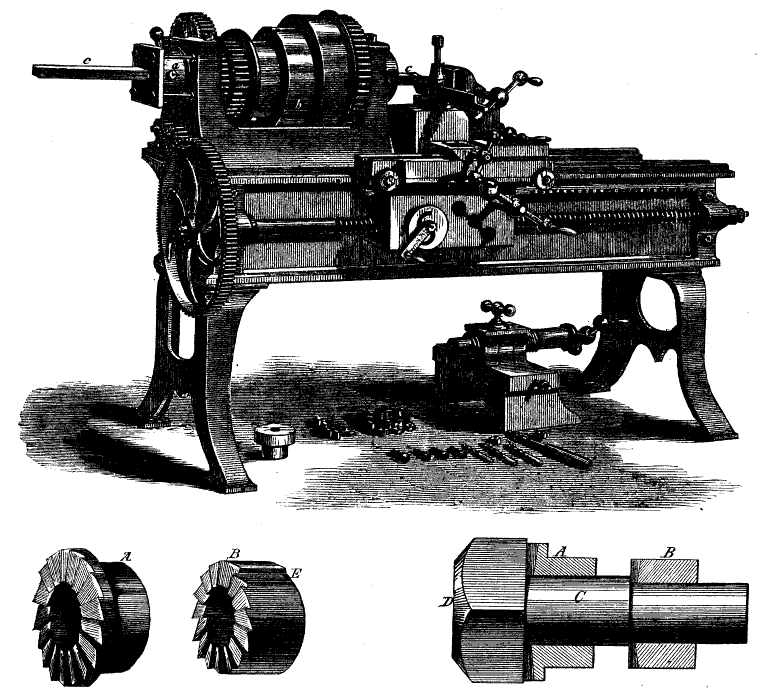
1871年的車床，有配合的导螺杆及齒輪可以車螺絲的螺紋

螺紋（Screw thread）是一個環繞圓柱體側面的螺旋傾斜面的連續凸起（此凸起又稱為「螺牙」）。
若以螺紋位置區別， 螺旋線位在圓柱體或圓錐的外表面者為外螺紋，而螺旋線位在圓柱孔或圓錐孔的表面者稱為內螺紋。若按照螺旋線旋轉方向來分類，以順時針方向旋轉向前螺旋推進為右螺紋，依逆時針方向旋轉螺旋推進為左螺紋。
螺紋在機械工程應用非常廣泛，經常使用於機件的連結和動力傳遞等。

## 螺纹类型
根据螺纹的分布部位可分为外螺纹和内螺纹。在圆柱体或圆锥体外表面形成的螺纹称为外螺纹，在内孔形成的螺纹成为内螺纹；根据螺纹螺旋线绕行方向，螺纹可分为右旋和左旋螺纹，其中右旋螺纹最常用；根据螺纹母体形状可分为圆柱螺纹和圆锥螺纹；螺纹还有米制螺纹和英制螺纹之分；根据螺纹牙形可分为普通螺纹、管螺纹、梯形螺纹、矩形螺纹和锯齿形螺纹等，前两种主要用于连接，后三种主要用于传动。

### 公制螺紋
ISO公制螺紋的基本法則定義在國際標準ISO 68-1中，較常用的直徑及導程組合則列在ISO 261中。螺栓都常用到的直徑及導程組合子集合放在ISO 262。每個直徑最常用的導程稱為大導程（coarse pitch），有些直徑會有額外一至兩個小導程（fine pitch），例如一些薄壁圓管上的螺紋。ISO公制螺紋的標示是以字母M開始，後面加上螺紋的大徑，單位為mm，例如M8就是大徑8 mm的公制螺紋，若螺紋不是使用一般的大導程（例如M8螺絲使用1.25 mm以外的導程），會在後面加一個乘號，再加註單位為mm的導程，例如M8×1就是大徑8 mm，旋轉360°會前進一1 mm的公制螺紋。

### 英制螺纹
金屬的六角螺栓、螺帽及螺絲會用英國標準 BS 4190（通用螺絲）及BS 3692（精密螺絲）。

### 扳手
公制螺絲的大徑是指螺紋的外直徑。而配合的螺孔（或螺帽）其內徑為螺絲之螺紋的大徑減去導程。因此導程為1 mm的M6螺絲是用直徑6 mm的金屬棒製成，而對應的螺孔則是由直徑5 mm（6 mm - 1 mm）的圓孔加工而成。扳手尺寸並非螺紋直徑。

## 工程製圖
在美國的工程圖，ANSI Y14.6定義顯示螺紋零件標準。的部分由它們的額定直徑（螺紋牙的公稱直徑大），節距（每英寸的螺紋數），以及類適合的為線程指示。

## 螺纹加工
- 車螺紋
- 絲攻和絲板

## 外部連結
- 國際標準螺紋（International Thread Standards） （页面存档备份，存于）